# Nettie Stevens
Nettie Maria Stevens (Cavendish, Vermont, 1861. július 7. – Baltimore, Maryland, 1912. május 4.) az egyik első amerikai genetikus.
A kutatásaikat egymástól függetlenül végező Stevens és az ugyancsak amerikai Edmund Beecher Wilson (1856. október 19. – 1939. március 3.) 1905-ben egymástól függetlenül írták le az nemet meghatározó XY rendszert, illetve  kromoszóma alapját.
A google.hu 2016. július 7-én róla emlékezett meg.

## Fordítás
- Ez a szócikk részben vagy egészben  a   Nettie Stevens című angol Wikipédia-szócikk fordításán alapul.  Az eredeti cikk szerkesztőit annak laptörténete sorolja fel. Ez a jelzés csupán a megfogalmazás eredetét és a szerzői jogokat jelzi, nem szolgál a cikkben szereplő információk forrásmegjelöléseként.